# Synchronizované plavání na Letních olympijských hrách 2012
Synchronizované plavání na Letních olympijských hrách 2012.

## Medailistky
| Soutěž   | Zlato | Stříbro | Bronz |
| -------- | --- | --- | --- |
| Dvojice  | Rusko (RUS) · Natalja Iščenková · Světlana Romašinová | Španělsko (ESP) · Ona Carbonellová · Andrea Fuentes                                                                            | Čína (CHN) · Huang Xuechen · Liu Ou |
| Družstva | Rusko (RUS) · Anastasija Davydovová · Maria Gromova · Natalja Iščenková · Elvira Khasyanova · Daria Korobova · Aleksandra Patskevich · Světlana Romašinová · Alla Shishkina · Anzhelika Timanina | Čína (CHN) · Chang Si · Chen Xiaojun · Huang Xuechen · Jiang Tingting · Jiang Wenwen · Liu Ou · Luo Xi · Sun Wenyan · Wu Yiwen | Španělsko (ESP) · Clara Basiana · Alba Cabello · Ona Carbonellová · Margalida Crespí · Andrea Fuentes · Thaïs Henríquez · Paula Klamburg · Irene Montrucchio · Laia Pons |

## Přehled medailí
| Pořadí | Země      | Zlato | Stříbro | Bronz | Celkově |
| ------ | --------- | ----- | ------- | ----- | ------- |
| 1.     | Rusko     | 2     | 0       | 0     | 2       |
| 2.     | Čína      | 0     | 1       | 1     | 2       |
| 2.     | Španělsko | 0     | 1       | 1     | 2       |
| Celkem | Celkem    | 2     | 2       | 2     | 6       |